# パネキット
『パネキット』（Panekit）とは、ソニー・コンピュータエンタテインメントが1999年8月5日に発売したPlayStation用シミュレーションゲームソフト。キャッチフレーズは「無限工作おもちゃ箱」。
様々なパーツを組み合わせ、車や飛行機などのモデルを作り、ゲーム内に設置されたフィールドで動かして遊ぶ物理系シミュレーション。エディットモード時のみマウスに対応している。
2007年6月28日からはゲームアーカイブスで配信されている。トロ・ステーション第268回では、製作者が出演し、当時の様子を語った。

## 構成要素
パネキットの世界は大きく分けてパーツ、フィールド、競技そして作成したモデルによって構成される。

### パーツ
パーツは全部で7種類ある。コアとパネルを除くパーツは特殊な機能を備えている。割り当てたボタンによって動作を行わせられる。コア以外のパーツは、次の島へ到達するか、フィールドに点在する宝箱を発見すると入手できる。
コア
モデルの中心となるパーツ。視点や浸水判定の基点となる。
パネル
モデルの基礎となるパーツ。ほかのパーツを動かすために必要な電力の源でもある。色ならびに模様を設定することが可能。なお、ゲーム内ではこのパネル1枚の辺の長さを基準とした「pm（パネメートル）」という単位が使われる。
空気抵抗・水流抵抗の影響を受ける性質があり、ジョイントやモーターなどを組み合わせると意図的に応力や推力を生み出せる。
ジョイント
Xジョイント、Yジョイント、Zジョイントの3種類あり、それぞれの軸方向にパーツを曲げられる。ボタンごとに変形する角度を割り当てられる。
タイヤ
文字通り、地面を走行するために必要なタイヤ。回転方向と回転スピードをボタンに割り当てられる。
モーター
パーツを回転できるパーツ。プロペラの動力として使うことで、プロペラ機やヘリコプターを作れる。回転方向と回転スピードをボタンに割り当てられる。モーターの先にモーターをつけることで、さらに回転力を上げられる。
ジェット
推進力を得られるパーツ。空中でも推力を得られるが消費電力が高い。ジェット機やホバークラフトなどを作れる。推進方向と噴射力をボタンごとに割り当てられる。なおジェット噴射されている側とは逆の側に、ものを吸い込む力も発生する。
シューター
弾丸を飛ばせるパーツ。幾つかの競技で必要となる。ボタンごとに弾丸を飛ばす強さと弾の威力を割り当てられる。最高レベルのショットは直進性のあるレーザーとなり、発射時の反動がない。かわって、威力の低いショットは連射性能が高い。

### フィールド
フィールドは特徴のある5つの島、および海と空で構成されている。それぞれの島には地形を生かした競技が用意されており、フィールドマップとしての側面と競技場としての側面を合わせ持つ、趣向に溢れた環境になっている。
フィールド上にはゲームのヒントとなる看板、パーツやプリセットモデルの設計図が入った宝箱、プレイヤーが干渉できるボールや椰子の実などのオブジェクトが配置されている。
オープンワールド的な世界設計で、各島を移動する際のローディングなどはなく、プレイヤーはシームレスに三次元空間を行き来できる。（ただし、ローディングが上手くいかない時は画面が一時停止する事がある）
わかば島
始まりの小さな島。プレイヤーはここで遊び方の基本を学ぶ。水辺、坂、広場があるほか、非力なモデルでは登れない急斜面がある。
もえぎ島
わかば島から橋でつながっている島。中央の山間を縫うように舗装路が通っており、全体がレース場となっている。「しょきゅうレース」「ちゅうきゅうレース」「じょうきゅうレース」のほか、ボールを押したり、射撃をしたりといった競技がある。また、次の島へ渡るための橋の手前には岩が設置してあり、これを壊さなければ進めない。
みずべ島
マングローブと椰子の木が立ち並ぶ、南国の雰囲気ただよう島。フィールドの多くが砂地または浅瀬となっている。コースの凹凸やカーブも多く、プレイヤーはここまでに作ったモデルの改良を求められる。北東の端にジャンプ台があり、ここから飛び立つことで次の島へ到達できる。
大雪原
降り積もる雪と険しい山。西に広場、中央に巨大な雪山、北東にスケートリンクがあり、雪と氷にまつわる競技が楽しめる。雪山に登るための登山道は、時間のかかるくねくね道と、パワーを要する急な坂の二種類。滑りやすく勾配も強い特殊な環境で、特徴的なモデルを製作することになる。
赤の荒野
砂漠と赤い土が広がる荒野。島全体が急な崖で立体的に分割されているため、散策には飛行機が活躍する。荒野を駆け抜ける自動車競技「ラリー」のほか、ショットを活用する「ほうげきせん」、空中や飛行に関する「ひこうきぐも」「ワールドツアー」など、比較的ハイレベルな競技が設置されている。

### 競技
各島には競技が点在し、与えられたノルマをクリアすることによってプリセットの設計図を入手できる。各競技にはレベルが2つ設けられている。レベル1に挑戦している状態で、レベル2の競技ノルマを超えても同時に2レベルクリアした扱いにはならないため、完全クリアには全競技に最低2回挑戦する必要がある。
競技内容はタイムを競うレース形式のもの、飛距離など到達距離を伸ばすもの、射撃や操作の得点を競うもの、コンピュータが操作する敵モデルに勝つものなどバリエーションに富んでいる。それぞれの競技に適したモデルを作成することが攻略のポイントとなる。時にロボコンの如くルールの穴を突くモデルを作成し、驚異的な記録を達成したり、難易度を大幅に下げることが可能な競技もある。

#### わかば島
おにごっこ
きょうしゅうじょ

#### もえぎ島
しょきゅうレース
ちゅうきゅうレース
じょうきゅうレース
ボーリング
ボールスイープ
ふうせんおんせん
いわおとし
ドラッグレース

#### みずべ島
オフロードレース
しゃげき
ショットえんとう
ボールショット
グライディング

#### 大雪原
パイロンタッチ
やまのぼり
スキー
ちょっかこう
ゆきだるま
スケート

#### 赤の荒野
ラリー
おしずもう
こうどかくとく
フライキャッチ
ほうげきせん
くうちゅうわくぐり
ひこうきぐも
ワールドツアー
競技の多くは、競技スタート地点に到達できればゲームの進行に関わらずいつでも自由に開始できる。ただし最終競技「ワールドツアー」については、他の全ての競技のレベル1をクリアしていることが条件となる。ワールドツアーのレベル1をクリアすると名目上はエンディングとなる。

### モデル
モデル一つは、コアを含め100個までのパーツを組み合わせて作成する。コアにパーツを接続し、接続部に角度を付け、折り紙のような感覚でモデルを組み立てていく。ジョイントやタイヤといった動くパーツにボタンを割り振り、ボタンを押すと進むモデル、ボタンを押すと形の変わるモデルなど、プレイヤーの工夫次第でさまざまなモデルが生み出せる。パーツとパーツに接触判定はなく、これによりコンパクトなモデルを作ることも可能。
モデルの動作には、パネルパーツから供給される電力が必要となり、操作時に必要電力が追い付かなくなると電力不足を起こし、動作パーツの出力も電力不足分だけ下がる。また実際の挙動には、重力や慣性、空気・水抵抗や地面効果、摩擦力といった物理法則が影響してくるため、ゲームのヒントがゲーム内だけではなく、現実の機械にも存在する面白さがある。また、ゲーム上のフレーム動作仕様を利用した画期的なモデルも作れる。
モデルの作成はエディット画面で行う。エディット画面は、動作テスト、展開図、コピー＆ペースト機能、ショートカットボタンなど、作業をスムーズにするための配慮がなされている。
作成したモデルは、フィールドに出して動かしたり、各競技に使用できる。モデルのデータはメモリカード1枚につき32個まで、名前や紹介文を付けて保存できる。
プリセット
プレイヤー作成のモデルとは別に、モデル作りの参考となるような設計図が用意されている。これをプリセットという。「くるま」「ひこうき」「きのう」「いきもの」「みため」の5つに分類されており、ここにはゲームのヒントとなるものから外観を楽しむものまで、色々なモデルが登録されていく。ゲームスタート時に存在するものを除き、多くは競技をクリアするか、宝箱を発見することで入手していく。

## バグについて
現在、以下の不具合が発見されている。
起動しない
初期型（SCPH-10000）を除くPlayStation 2にて起動させた場合、ライセンス画面から進まなくなる。販売元のソニー・コンピュータエンタテインメントは既にこの問題について確認しており、サポートセンターに問い合わせることで、以後のPlayStation 2にて起動可能な修正版と交換が可能。
セーブデータが破損する
モデル名を空白にして（デフォルトではUntitledが付けられる）セーブしたあと、該当モデルのエディットを行なおうとするとフリーズする。（上記の修正版やゲームアーカイブス版ではモデル名が空白にならないように、スペック編集画面から出るときにモデル名が空白だと自動的にUntitledがモデル名に付けられるようになっている。）

## 関連ソフト

### RigidChips
RigidChipsとは、学生氏がフリーソフトとして配布している剛体シミュレータ。
パネキットと構造が似ているが、エディタがなく（有志が作成したものはある）テキストに規定の言語を記述して設計していく。
パネキットとは異なり、強い圧力を加えるなどによってモデルを分割・分解することが可能となっている。スクリプトを使うことができ、ボタン一つでモデルを自動歩行させるなど、より複雑な動作を組み込むこともできる。ネットワーク接続をすることで他のユーザーと遊ぶこともできる。
より立体的な姉妹作として「Laputan Blueprints」が公開されている。

### Modulobe
パネキットの元スタッフが製作に関わっている、Windows向け物理シミュレーションソフト。モジュールと呼ばれる部品を組み合わせ、仮想生物を作ることができる。

### 体験版
雑誌の付録CD-ROM、イベント配布CD-ROMなどに収録されたパネキットの製品体験版。
パーツ数に制限があるもの、時間制限されているもの、行ける場所が制限されているもの、の3種類が存在している。